# Winzerbach
Der Winzerbach ist ein Bach in Bonn, der den Ortsteil Dottendorf durchläuft. Seine Gesamtlänge beträgt 0,99 Kilometer, sein Einzugsgebiet ist < 1,0 Quadratkilometer.

## Verlauf
Der Winzerbach entspringt 150 m östlich des Pathologischen Instituts des Universitätsklinikums Bonn am Osthang der südlichen Ville oberhalb der Winzerstraße.
Die Quelle ist eine typische Sickerquelle innerhalb einer Hangmulde, welche durch Aquifere unterhalb der Hauptterrasse gespeist wird.
Von dort aus verläuft der Bach in nordöstlicher Richtung, bis er nach ca. 100 m einige schmale, hangparallele Fischteiche speist. In seinem weiteren Verlauf durchquert der Bach eine Wiese auf einem Privatgrundstück, an dessen unterer Grenze er in den Kanal verschwindet.
Der 715 m lange Kanal folgt dann der Winzerstraße sowie dem Eulenweg, wo der Bach an einem Wendehammer am Ende des Straßenzuges wieder austritt und fortan neben dem Eulenweg für 120 m einer naturnah gestalteten Fließstrecke mit geringem Sohlgefälle folgt.
Etwa 70 m nach Querung des Eulenweges am Schulwaldbiotop im Wiesengrund, wo er den saisonal wasserführenden Annabergbach aufnimmt, mündet der Winzerbach unterhalb einer Fußgängerbrücke am Ende der Straße "Im Wiesengrund" in den Annaberger Bach.
Der Bach durchfließt den Siedlungsraum zum größten Teil verrohrt. Die Gewässergüte in den offenen Bereichen ist I-II.

## Namensgebung
Der Winzerbach erhielt seinen Namen durch früheren Weinbau im Bereich seines Oberlaufs in der Winzerstraße.

## Besonderheiten
Im Quellgebiet des Baches kommt vereinzelt reiner Quarz (Bergkristall) vor.
Der Gewässerabschnitt oberhalb der Fischteiche in der Winzerstraße ist nicht durch Wege erschlossen und nur schwer zugänglich. Dadurch ist die Gewässerökologie dort kaum gestört.
Ein kleiner Teil des Bachwassers wird in der Winzerstraße für die Bewässerung einer Gärtnerei verwendet.
Zur Überleitung in den Annaberger Bach musste der untere Bachlauf im Wiesengrund in seinem Gefälle geändert werden. Dort fließt der Bach entgegen dem natürlichen Gefälle.